# أوليفر فالاكر إدواردسن
أوليفر فالاكر إدواردسن (مواليد 19 مارس 1999) هو لاعب كرة قدم نرويجي يلعب في مركز المهاجم في نادي أياكس أمستردام.

## وصلات خارجية
- أوليفر فالاكر إدواردسن على موقع اتحاد النرويج (النرويجية)
- أوليفر فالاكر إدواردسن على موقع قاعدة بيانات كرة القدم.إي يو (الإنجليزية)
- أوليفر فالاكر إدواردسن على موقع Soccerbase.com (لاعب) (الإنجليزية)
- أوليفر فالاكر إدواردسن على موقع Soccerway.com (الإنجليزية)
- أوليفر فالاكر إدواردسن على موقع عالم كرة القدم.نت (الإنجليزية)